# Sunset Park (Brooklyn)
Sunset Park es un vecindario en la parte suroeste del borough de Brooklyn en Nueva York (Estados Unidos), delimitado por Park Slope y el cementerio de Green-Wood al norte, Borough Park al este, Bay Ridge al sur y la bahía Upper New York al oeste. Debe su nombre a un parque público homónimo de 10 ha, ubicado entre las calles 41 y 44 y las avenidas Quinta y Séptima. La región al norte de la calle 36 también se conoce como Greenwood Heights o South Slope.
El área fue ocupada inicialmente por los metoac hasta que se produjo el primer asentamiento europeo en 1636. A finales del siglo XIX, Sunset Park se desarrolló escasamente y se consideraba parte de Bay Ridge o South Brooklyn. La llegada de los ferrocarriles elevados y el metro condujo al desarrollo de Sunset Park, con muchas casas adosadas de clase media y la construcción de varios centros industriales entre las décadas de 1890 y de 1920. Tras el declive de los centros industriales en las décadas de 1940 y 1950, se le dio el nombre de "Sunset Park" a la región al norte de la calle 65 como parte de una iniciativa de renovación urbana. Los grupos de inmigrantes comenzaron a mudarse al vecindario a fines del siglo XX debido a su relativa asequibilidad, y la población estaba compuesta principalmente por hispanos, chinos e indios (junto con franjas menos perceptibles de yuppies predominantemente blancos y los vestigios restantes de las comunidades de clase obrera escandinava, irlandesa e italiana) en el siglo XXI. 
Sunset Park es parte del Distrito Comunitario 7 de Brooklyn. Está patrullado por el Distrito 72 del Departamento de Policía de Nueva York. Los servicios contra incendios son proporcionados por la Engine Company 201 y la Engine Company 228/Ladder Company 114 del Departamento de Bomberos de Nueva York. Políticamente está representado por los distritos 38 y 39 del Concejo Municipal de Nueva York.

## Historia

### Primeros asentamientos
Aunque el Brooklyn moderno es coextensivo con el condado de Kings, no siempre fue así. El South Brooklyn, un área en el centro del condado de Kings que se extiende hasta la antigua línea de la ciudad de Brooklyn cerca de la frontera sur del cementerio Green-Wood, fue originalmente poblada por los metoac, uno de los varios pueblos lenape que cultivaban y cazaban en la tierra. Los metoac tenían varias rutas que cruzaban Brooklyn, incluido un camino desde Fulton Ferry a lo largo del East River que se extendía hacia el sur hasta Gowanus Creek, South Brooklyn (actual Sunset Park) y Bay Ridge. Los metoac comerciaban con otros pueblos indígenas y, a principios del siglo XVII, también con colonos holandeses e ingleses.
El primer asentamiento europeo ocurrió en 1636 cuando Willem Adriaenszen Bennett y Jacques Bentyn compraron 378,8 ha entre las calles 28 y 60, en lo que hoy es Sunset Park. Sin embargo, después de que la tierra fuera comprada en los años 1640 por colonos holandeses que establecieron sus granjas a lo largo de la costa, los metoac pronto fueron desplazados y habían abandonado Brooklyn en el siglo XVIII. El área que comprende el moderno Sunset Park se dividió entre dos ciudades holandesas: Brooklyn al noroeste y New Utrecht al sureste, dividida por un límite que corría diagonalmente desde la Séptima Avenida/Calle 60 hasta la Novena Avenida/Calle 37. Los holandeses crearon granjas largas y estrechas en la zona. Cuando Nueva Holanda fue trasladada a los ingleses en 1664, estos mejoraron el camino frente al mar en la ciudad de Brooklyn como parte de una carretera Gowanus (Coast), que corría hacia el suroeste hasta un sendero este-oeste llamado Martense's Lane, y luego hacia el sur hasta el límite con New Utrecht. Estos caminos se utilizarían durante la Guerra de Independencia de Estados Unidos en la Batalla de Long Island.
Durante la Revolución de las Trece Colonias, el área fue mayoritariamente propiedad de los descendientes de Hans Hansen Bergen, uno de los primeros inmigrantes de Noruega. Poseían dos granjas, la casa DeHart-Bergen cerca de la calle 37 y la casa de Johannes Bergen alrededor de la calle 55; el primero fue utilizado por los británicos durante la Revolución. Además, los Bergen poseían varios esclavos, como se indica en el censo de Estados Unidos de 1800, donde se registraron 19 esclavos y 8 no blancos libres viviendo en las dos casas de Bergen. Después de que Nueva York aboliera la esclavitud en 1827, había 55 afroamericanos viviendo en el área. similar a las granjas holandesas, las granjas del moderno Sunset Park ocupaban parcelas largas y estrechas.

### sigloXIX

#### Centro de tránsito y crecimiento temprano
Brooklyn se urbanizó en el siglo XIX, y muchas personas eligieron vivir allí y viajar a Manhattan, y el desarrollo residencial comenzó a extenderse hacia afuera desde Brooklyn Heights. El Sunset Park actual, a varias millas de Brooklyn Heights, todavía era principalmente agrícola en los años 1830 y permaneció así hasta mediados del siglo XIX. Entre las pocas casas de la región se encontraba el Castillo de Kent, una villa de estilo gótico en la actual calle 59.
Después de que Brooklyn se incorporó como ciudad en 1834, se diseñó el Plan de los Comisionados de 1839, un plan de calles que se extendía hasta el sur de Brooklyn. Sunset Park fue incorporado en la Octava Sala de la ciudad de Brooklyn, que en ese momento era el barrio menos poblado de la ciudad. Sunset Park no tuvo su propio nombre hasta el siglo XX; más bien, los vecindarios en el sur de Brooklyn, incluidos Bay Ridge, Dyker Heights, Bensonhurst y Bath Beach, se denominaron colectivamente como un área única. El primer desarrollo importante en la región fue el cementerio Green-Wood, que se inauguró en 1840 cerca del límite de South Brooklyn y Bay Ridge, y rápidamente se hizo popular como atracción turística. En 1870, las primeras casas en hilera de armazones se construyeron en el Octavo Distrito, reemplazando finalmente las casas de madera separadas en el área.
El tránsito al sur de Brooklyn comenzó con la creación en 1846 de un servicio de ferri al cementerio.: 7  El ferrocarril de la ciudad de Brooklyn, fundado en 1853, comenzó a ofrecer un servicio de diligencias desde Fulton Ferry a destinos como Bay Ridge. Posteriormente, se construyeron varios ferrocarriles de excursión desde el sur de Brooklyn hasta las áreas turísticas de Coney Island, Brighton Beach y Manhattan Beach. Estos incluyeron el ferrocarril de Brooklyn, Bath y Coney Island; el ferrocarril de Nueva York, Bay Ridge y Jamaica; y el ferrocarril de Nueva York y Sea Beach. En los años 1870 se construyó un muelle de transbordadores y una terminal de ferrocarril, popular como punto de transferencia para quienes viajan a Coney Island. El ferri de la calle 39 comenzó a viajar a la terminal de Whitehall Street en Manhattan en 1887, seguido dos años más tarde por la apertura de la línea de tren elevado de la Quinta Avenida en el vecindario. Tras la apertura de un ferri, el Octavo Distrito finalmente se convirtió en un lugar deseable para vivir.

#### Incremento del desarrollo residencial

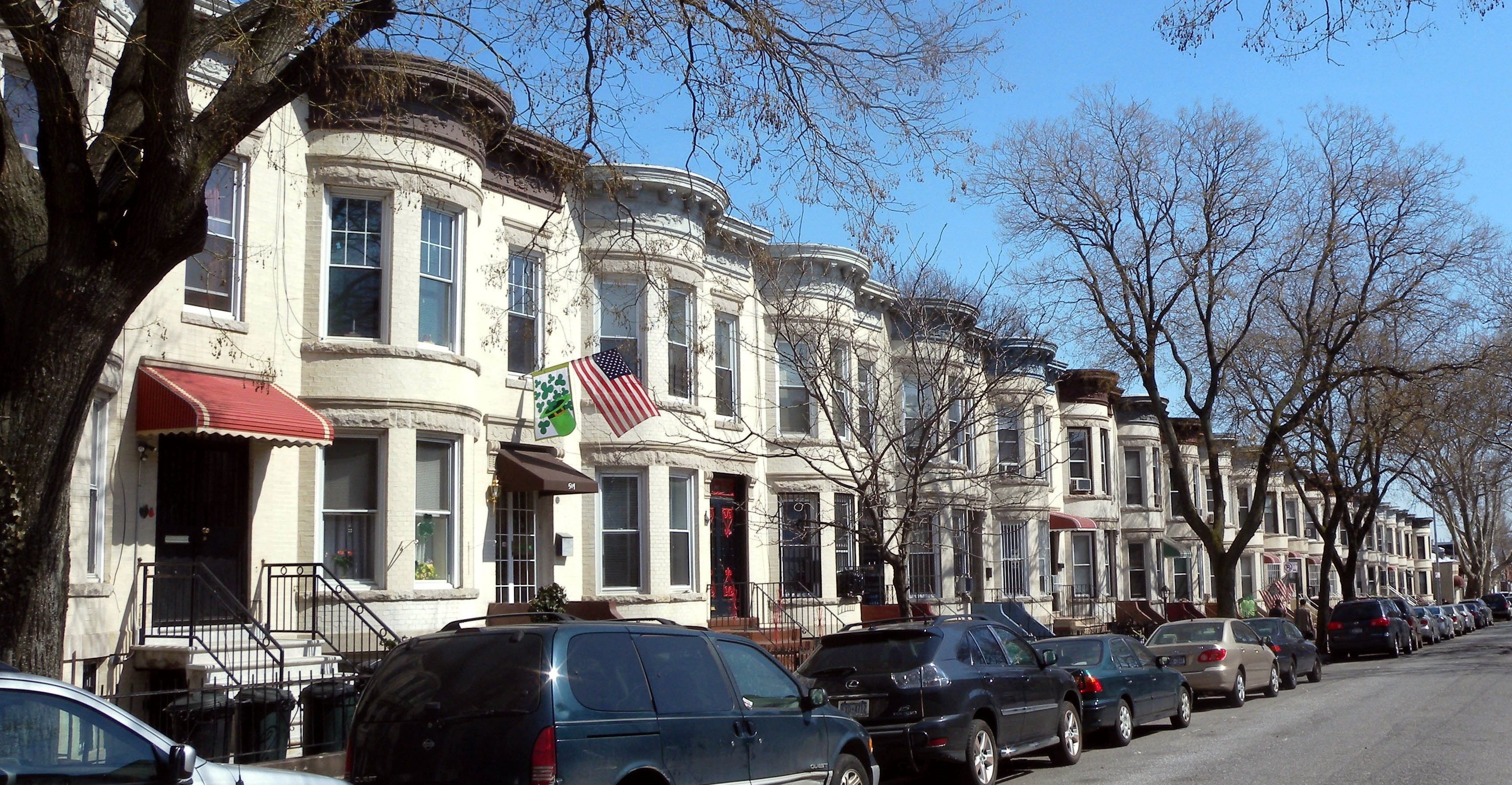
Calle 62 y Quinta Avenida

Después del establecimiento del transporte en el Octavo Distrito, la región comenzó a desarrollarse rápidamente como un vecindario residencial, y las primeras casas desarrolladas especulativamente se construyeron a mediados de los años 1880. En 1888, los propietarios entregaron "una petición de mejoras locales" que se realizarían en unos 7500 lotes ubicados de la Tercera a la Novena Avenidas entre las calles 39 y 65, que se calcularon en un valor aproximado de 1 millón de dólares (unos 28 500 millones de 2019). Los terratenientes pidieron que se instalaran alcantarillas y que se pavimentaran y abrieran las calles. El proyecto de ley se aprobó el año siguiente con cambios menores. En agosto de 1890, los comisionados de Brooklyn estaban abriendo varias calles en el sur de la ciudad. A esto siguió la provisión de fondos para la red de agua en octubre de 1890, y una ley similar para la de gas en 1892. Al desarrollo de South Brooklyn también contribuyó la conversión de la línea de diligencias de la Tercera Avenida en una ruta a vapor. La conversión ocurrió pese a varios oponentes que argumentaron que las máquinas de vapor asustarían a los caballos.
La mayor parte del stock de viviendas inicial se centró en las avenidas Cuarta y Quinta. El desarrollo adicional se vio obstaculizado por la topografía empinada e irregular del área, lo que resultó en que algunos lotes fueran más altos que las calles en las que estaban ubicados. Esto se pudo ver en la expansión propuesta hacia el sur de la Quinta Avenida elevada, que enfrentaba cambios de elevación de hasta 2t m si continuaba hacia el sur a lo largo de la misma elevación. Esto se remediaría cambiando la ruta elevada a la Tercera Avenida al sur de la Calle 38. El Brooklyn Daily Eagle escribió en 1893 que uno podría "encontrar tierras que ahora están vacías cubiertas de viviendas y fábricas, caminos rotos y desiguales y poco atractivos transformados en amplias avenidas bordeadas de tiendas y gente en ellas. Los edificios se están construyendo con gran rapidez, no de forma aislada o rara vez, sino por bloques". La extensión de la Quinta Avenida elevada se abrió a una terminal de la Calle 65 en la Tercera Avenida (con conexiones a las líneas de tranvía de Bay Ridge) el 1 de octubre de 1893.
El desarrollo en el sur continuó pese a que el pánico de 1893 había provocado la detención de casi todos los desarrollos en el resto de Brooklyn. Debido a la gran cantidad de desarrollos residenciales en el sur, en 1893 el gobierno de Brooklyn prohibió la construcción de estructuras con armazón de madera entre las avenidas Cuarta y Quinta al sur de la calle 39. En 1895, el Eagle señaló: "Probablemente ningún barrio de la ciudad se haya construido tan rápidamente como el Octavo". Las casas adosadas de dos pisos en el sótano fueron la clase de construcción más común que se erigió en la actual Sunset Park en las décadas de 1900 y 1910 debido a su gran atractivo, siendo la mayoría de dos familias. En las avenidas se construyeron casas en hilera con espacio comercial en la planta baja y las unidades residenciales se ubicaron arriba. El Eagle dijo en 1901 que las casas de dos familias eran "particularmente atractivas para las personas que desean viviendas comparativamente pequeñas, pero que se oponen a vivir en apartamentos, y apelan a esta clase debido a que son más tranquilos y posiblemente, más exclusivo". Una notable excepción fue el grupo de viviendas unifamiliares en el centro de Sunset Park, aunque también fueron fáciles de construir.

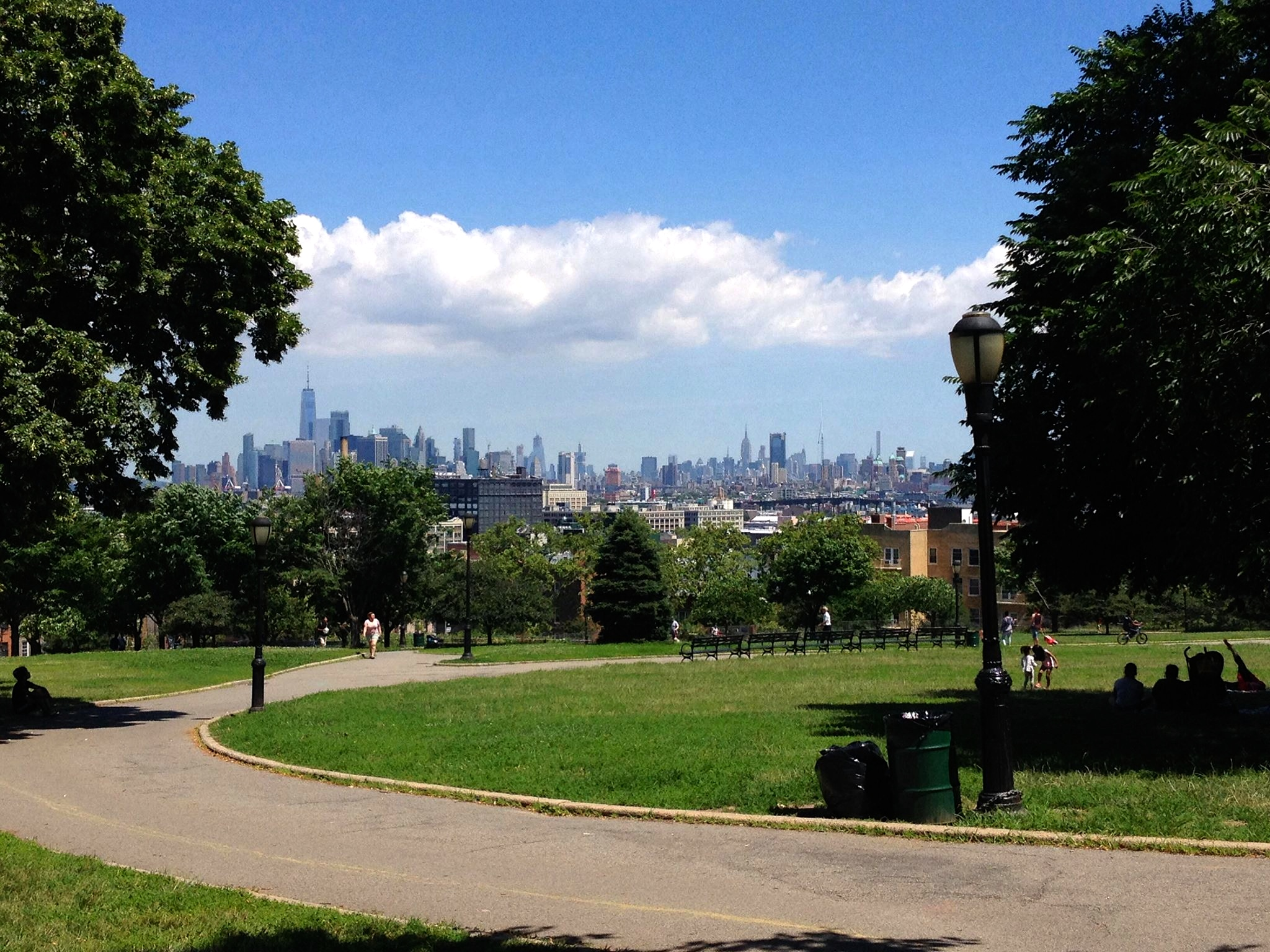
Sunset Park, el parque que da nombre al barrio

Al crecimiento de Eighth Ward contribuyó el desarrollo de Sunset Park, un parque público inicialmente delimitado por las Avenidas Quinta y Séptima entre las calles 41 y 43. Brooklyn adquirió el terreno en 1891 como parte de su plan para construir varios parques en toda la ciudad.: 3  El parque se expandiría hacia el sur hasta la calle 44 en 1904. Se llamó así porque su ubicación elevada brindaba vistas de la puesta de sol hacia el oeste. Aunque el desarrollo del parque fue impedido por su topografía irregular, pronto se convirtió en un lugar de reunión popular para los residentes de Bay Ridge y South Brooklyn. La construcción residencial experimentó un auge a finales del siglo XIX y principios del XX en medio de la especulación inmobiliaria iniciada por la construcción del parque y la línea elevada de la Quinta Avenida. Para 1909, hubo un desarrollo significativo en el área que rodea el parque, y el área circundante inmediata también se conoció como "Sunset Park".
El crecimiento del vecindario también acarreó el desarrollo de la zona ribereña del sur de Brooklyn. En ese momento, estaba escasamente desarrollada, pues solo había un almacén en el paseo marítimo en 1890. El terreno tenía una refinería de petróleo perteneciente a la empresa Bush & Denslow de Rufus T. Bush. Standard Oil la compró en los años 1880 y la desmanteló, pero después de la muerte de Rufus T. Bush en 1890, su hijo Irving T. Bush la compró de nuevo. Irving Bush construyó seis almacenes en el sitio entre 1895 y 1897, pero pronto observó su ineficiencia y, en cambio, ideó planes para Bush Terminal, un complejo combinado de envío/almacenamiento entre las calles 32 y 51. La construcción comenzó en 1902, y se completó en etapas entre 1911 y 1926. Fue apodado "La locura de Bush" en el momento de su construcción, ya que a la gente le costaba creer que pudiera competir con el puerto de Manhattan.

### Principios delsigloXX

#### Construcción del metro

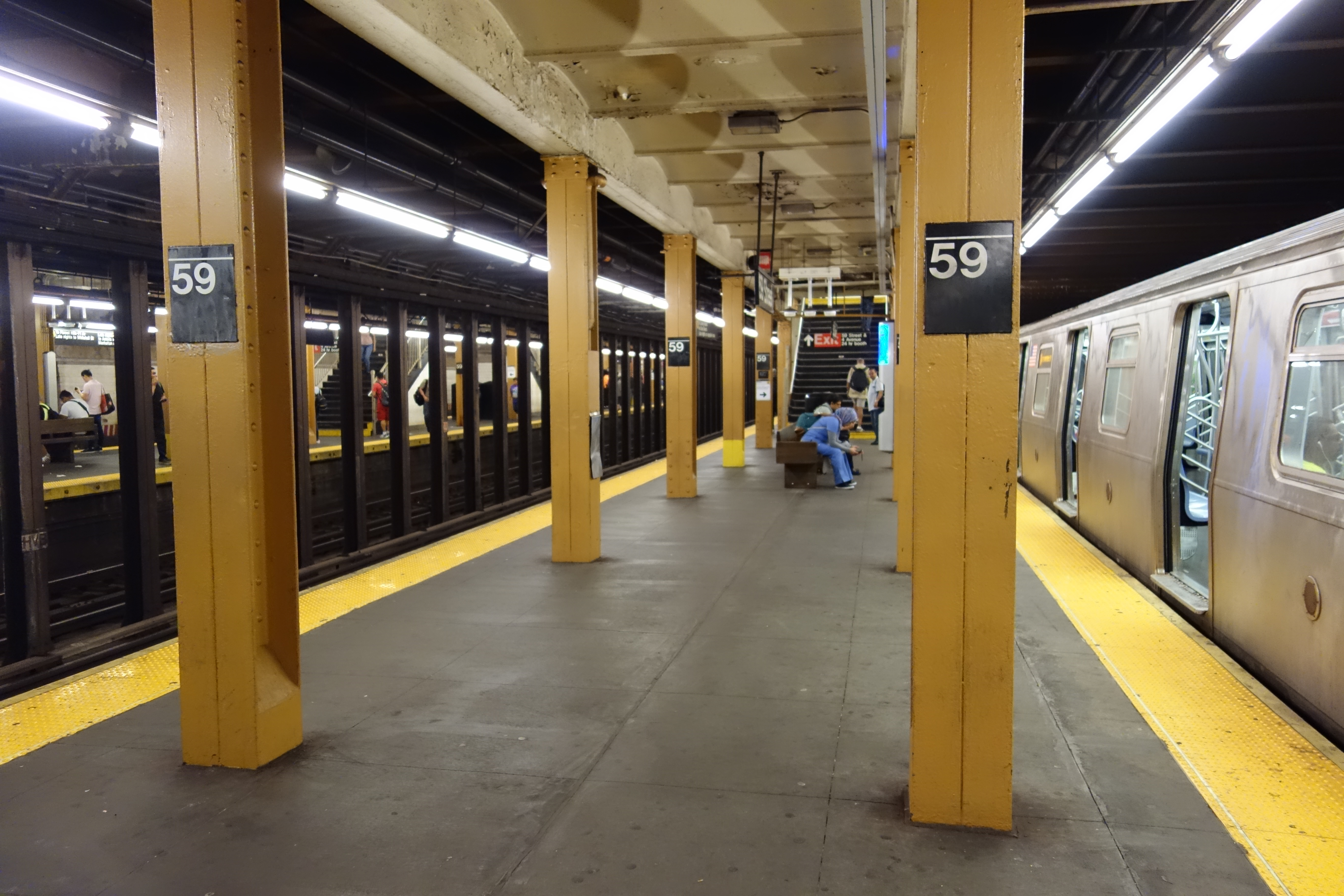
La estación Calle 59 se encuentra en Sunset Park. Pertenece a la Línea de la Cuarta Avenida, que abrió en 1915

Un boom de la construcción en el sur de Brooklyn comenzó alrededor de 1902 y 1903, y miles de personas comenzaron a llegar al área desde Manhattan y otros lugares. Los primeros planes definitivos para una Línea de la Cuarta Avenida (actual línea R) los propuso el ingeniero de la Comisión de Tránsito Rápido William Barclay Parsons en 1903, y dos años más tarde se creó un comité de ciudadanos para ayudar a la creación de la línea del metro. El anuncio resultó en el desarrollo inmediato de casas adosadas en Sunset Park y Bay Ridge. En 1905 y 1906 los valores inmobiliarios se duplicaron y los de la tierra aumentaron debido a la promesa de un mejor acceso al transporte. Tal era la tasa de desarrollo, que las casas se vendían incluso antes de que estuvieran terminadas, y los precios de la tierra podían aumentar significativamente en solo unas horas.: 11 
El propio metro se enfrentó a retrasos. En 1905, la Comisión de Tránsito Rápido adoptó la ruta de la Cuarta Avenida a Fort Hamilton; tras la aprobación de la Junta de Estimaciones y el alcalde de Nueva York, la ruta fue aprobada por la División de Apelaciones de la Corte Suprema. Se aceptaron ofertas para la construcción y operación, pero en 1907, la Comisión de Tránsito Rápido fue reemplazada por la Comisión de Servicio Público (PSC). Durante gran parte de 1908, hubo desacuerdos legales sobre si el proyecto podría financiarse mientras se mantenía dentro del límite de deuda de la ciudad.: 12  El PSC votó unánimemente por la línea del metro de la Cuarta Avenida en marzo de 1908, pero la Junta de Estimaciones no aprobó los contratos para la línea hasta octubre de 1909. Para entonces, se creó un cuerpo político no partidista, con el respaldo de 25 000 residentes del sur de Brooklyn, que solo apoyaría a los candidatos en las elecciones municipales que se comprometieran a apoyar el metro de la Cuarta Avenida.
El inicio de la construcción de la primera sección del metro, entre DeKalb Avenue y la calle 43, tuvo lugar en 1909. Poco después de que se adjudicaran los contratos, el PSC comenzó a negociar con la Brooklyn Rapid Transit Company y la Interborough Rapid Transit Company en la ejecución de los Contratos Dual, que se firmaron en 1913. Durante las negociaciones del Sistema Dual, se recomendó la construcción de una extensión del metro de la Cuarta Avenida como parte del Sistema Dual, que fue aprobado en 1912. La construcción comenzó en las secciones entre las calles 61 y 89 y entre las calles 43 y 61 en 1913, y se completó dos años después. La línea se abrió en la estación Calle 59 el 21 de junio de 1915, excepto las estaciones Calle 45 y Calle 53, que abrieron el 22 de septiembre de 1915. Un artículo de Real Estate Record and Guide del The New York Times dijo: "A lo largo de la línea de los ferrocarriles se ve claramente el resultado de la publicidad de los contratos para la construcción de la 4.ª. [sic] metro".

#### Residentes de clase media
Aunque muchos distritos de casas adosadas en Nueva York albergaban a profesionales y empresarios adinerados, Sunset Park se desarrolló como un área de clase media, y la mayoría de los residentes eran profesionales de nivel medio (como empleados y contables) o comerciantes calificados, incluidos carpinteros y plomeros. En ese momento, las casas en hilera estaban perdiendo el favor de la clase alta, que había comenzado a preferir las casas unifamiliares independientes en áreas más suburbanas, ejemplificado notablemente por el movimiento de la ciudad jardín y los desarrollos Prospect Park South y Ditmas Park en la cercana Flatbush. Con muchos ejemplos revestidos en piedra rojiza (un estilo que se había vuelto en gran parte pasado de moda a fines de los años 1890) para evocar la grandeza de los vecindarios anteriores, las casas adosadas en Sunset Park eran una opción viable para las familias de clase media que no podían permitirse mudarse a las afueras o en casas unifamiliares. El Eagle escribió que "la tendencia general parece ser desarrollar el Gran Sur de Brooklyn de tal manera que las familias que posean ingresos moderados puedan establecerse allí... en condiciones que no supongan una presión demasiado grande para la cartera". Para la mayoría de las casas adosadas de dos familias en Sunset Park, que se desarrollaron especulativamente para ningún inquilino específico, la familia del propietario vivía en una unidad y alquilaba la otra. Muchas casas en hilera estaban extremadamente abarrotadas, y a menudo alojaban a diez o más personas en ambas unidades. Otras residencias en Sunset Park eran unidades individuales o edificios de apartamentos.
Si bien muchos de los primeros residentes en el sur de Sunset Park fueron inicialmente judíos irlandeses, alemanes, italianos o de Europa del Este, en los años 1910 había un distrito escandinavo en crecimiento. Partes del vecindario se conocieron como "Finntown" y "Little Norway". Finntown estaba ubicado en la parte norte del moderno Sunset Park, rodeando el parque del mismo nombre. Los finlandeses trajeron consigo el concepto de vivienda cooperativa, y se dice que el edificio de apartamentos Alku y Alku Toinen en el 816 de la calle 43 es el primer edificio de apartamentos cooperativo en Nueva York. La comunidad noruega en Bay Ridge, la más grande de la ciudad, se extendía entre las avenidas Cuarta y Octava al sur de la calle 45 en su apogeo en la Segunda Guerra Mundial.
Durante los períodos pico de construcción en Sunset Park, cientos de constructores participaron en la construcción de casas adosadas en el vecindario; muchos eran residentes del vecindario o tenían oficinas en el área, y la mayoría no tenían formación formal como arquitectos. Como reflejo de una antigua cultura empresarial orientada a los constructores en Brooklyn, estos constructores a menudo reutilizaban diseños de edificios que eran fáciles de erigir y publicitar. El urbanizador más prolífico fue Thomas Bennett, que vivía en Sunset Park y diseñó al menos 600 estructuras en el vecindario. Junto a las viviendas y los edificios de apartamentos que surgieron de la próspera era nacional de 1914 a 1929, el área se caracterizó por "calizas y casas de piedra rojiza o brownstone, así como casas en hileras de ladrillo y madera". Bush Terminal siguió creciendo durante la Segunda Guerra Mundial. Durante el conflicto, la Brooklyn Army Terminal adyacente (situada entre las calles 58 y 65) empleaba a más de 10 000 civiles, manejaba 39 008 943 t de carga, y fue el punto de partida de 3,5 millones de soldados.

### Decadencia
Los tugurios proliferaron hacia la Primera y Segunda Avenidas en la Primera Guerra Mundial, y la Gran Depresión obligó a algunos residentes a aceptar huéspedes; en ese momento, el 60 % de los residentes varones de Sunset Park pertenecían a sindicatos. Tras la Depresión, la sección occidental del vecindario registró una marcada decadencia. Esto se debió al redlining implementada después de que Home Owners 'Loan Corporation, una agencia federal, publicara mapas codificados por colores a fines de los años 1930, que indicaban qué vecindarios eran "deseables" para inversiones y qué vecindarios deberían evitarse. La mayor parte del Sunset Park actual recibió una calificación de "C", lo que indica un lugar que estaba "definitivamente en declive", mientras que el paseo marítimo en la parte occidental del vecindario recibió una calificación de "D", la más baja posible. Estas calificaciones fueron, en su mayor parte, poco científicas y motivadas por la discriminación racial y étnica. El HOLC sostuvo que las casas de piedra rojiza y el recién construido Sunset Park Play Center eran atributos positivos del vecindario, pero que la calificación general del área se revisó a la baja debido a sus usos industriales y al alto número de inmigrantes italianos al este de la Séptima Avenida.
Un estudio demográfico de Nueva York de 1943 (coeditado por cuatro periódicos locales como el Análisis del mercado de Nueva York) le dio el apodo de Sunset Park a un área que corresponde en gran medida a los límites contemporáneos del vecindario, posiblemente marcando su primer uso en un contexto más generalizado más allá de la zona residencial que rodea el parque. Si bien denota el declive socioeconómico del litoral inducido por las líneas rojas, reveló que la sección cuesta arriba era más próspera que otras áreas residenciales dominadas por la etnia blanca adyacentes a las economías industriales y marítimas de la ciudad. Sin embargo, el rápido desarrollo de Sunset Park había impedido la aparición de casas de apartamentos de clase media alta que se arraigaron en vecindarios comparables a lo largo de principios del siglo XX. Junto con el impacto del litoral, el promedio agregado y el gasto medio de los hogares de Sunset Park eran más análogos a los vecindarios de clase trabajadora marcados en rojo que habían surgido en áreas que alguna vez fueron prósperas después de la consolidación de Brooklyn en Nueva York. El área también siguió siendo considerablemente más pobre que los distritos adyacentes con viviendas independientes y el cinturón semisuburbano de los vecindarios del centro-sur y sureste de Brooklyn se desarrolló principalmente después de la consolidación. Sin embargo, debido a la prominencia histórica de las viviendas ocupadas por sus propietarios en el área antes de la aparición generalizada de viviendas cooperativas en vecindarios orientados a apartamentos, la tasa de propiedad de viviendas de Sunset Park era al menos tan alta como la de algunos de los más ricos de la ciudad.
El elevado Gowanus Parkway se construyó sobre la estructura de la línea elevada de la Tercera Avenida en 1941, pesar de las protestas de 500 residentes. Esto resultó en la caída de una de las principales arterias comerciales del vecindario. Con el aumento de los puertos y el transporte de carga basados en camiones en Nueva Jersey, así como la importancia cada vez menor de la industria pesada en el noreste de Estados Unidos, el sector de transporte marítimo de Sunset Park entró en un período de declive después de la Segunda Guerra Mundial. En 1945, la Tercera Avenida se amplió a diez carriles en el nivel de la superficie para acomodar el tráfico de camiones hacia y desde el túnel Brooklyn-Battery. Esta ampliación requirió la remoción de todos los edificios industriales y viviendas en el lado este de la avenida, destruyendo el resto del distrito comercial construido alrededor de la Línea de la Tercera Avenida. La Gowanus Parkway de cuatro carriles fue reemplazada en los años 1960 por una autopista de seis carriles del mismo nombre para transportar el tráfico de camiones y automóviles hacia y desde el puente Verrazzano-Narrows, que se inauguró en 1964. Durante este período, las aceras de la Cuarta Avenida se redujeron aproximadamente dos metros y medio para acomodar aun más el tráfico vehicular.
La Tercera Avenida y el distrito ribereño pronto se convirtieron en un refugio para la prostitución y el consumo de drogas, un entorno evocado por Hubert Selby Jr. en Last Exit to Brooklyn (1964). Según el residente y activista comunitario Tony Giordano, la población escandinava fue reemplazada por irlandeses e italianos ascendentes que se habían mudado de partes menos deseables del sur de Brooklyn, como Gowanus y el oeste de Park Slope. Si bien esta afluencia influiría en los negocios e instituciones religiosas de la comunidad durante décadas, muchos de estos residentes demostraron ser transitorios en medio de la fuga blanca impulsada por el redlining hacia áreas adyacentes (incluidos Bay Ridge, Staten Island y los suburbios interiores en el área metropolitana de Nueva York), lo que lleva a la creciente prominencia de la comunidad puertorriqueña del vecindario. Aunque Sunset Park tenía una pequeña comunidad puertorriqueña centrada en el comercio marítimo ya en los años 1920, creció rápidamente en las décadas de 1950 y 1960 cuando los proyectos de renovación urbana en Manhattan los alejaron de enclaves antiguos en el Upper West Side, East Harlem y Lower East Side. El vecindario era particularmente deseable porque aún conservaba una gran cantidad de trabajos industriales en el paseo marítimo, al oeste de la Tercera Avenida. Sin embargo, el cierre de Brooklyn Army Terminal en 1966 y la reducción general de Bush Terminal afectarían negativamente a la naciente comunidad. conjunto, se eliminaron más de 30 000 puestos de trabajo como resultado de los cierres industriales en Sunset Park entre las décadas de 1950 y 1970.

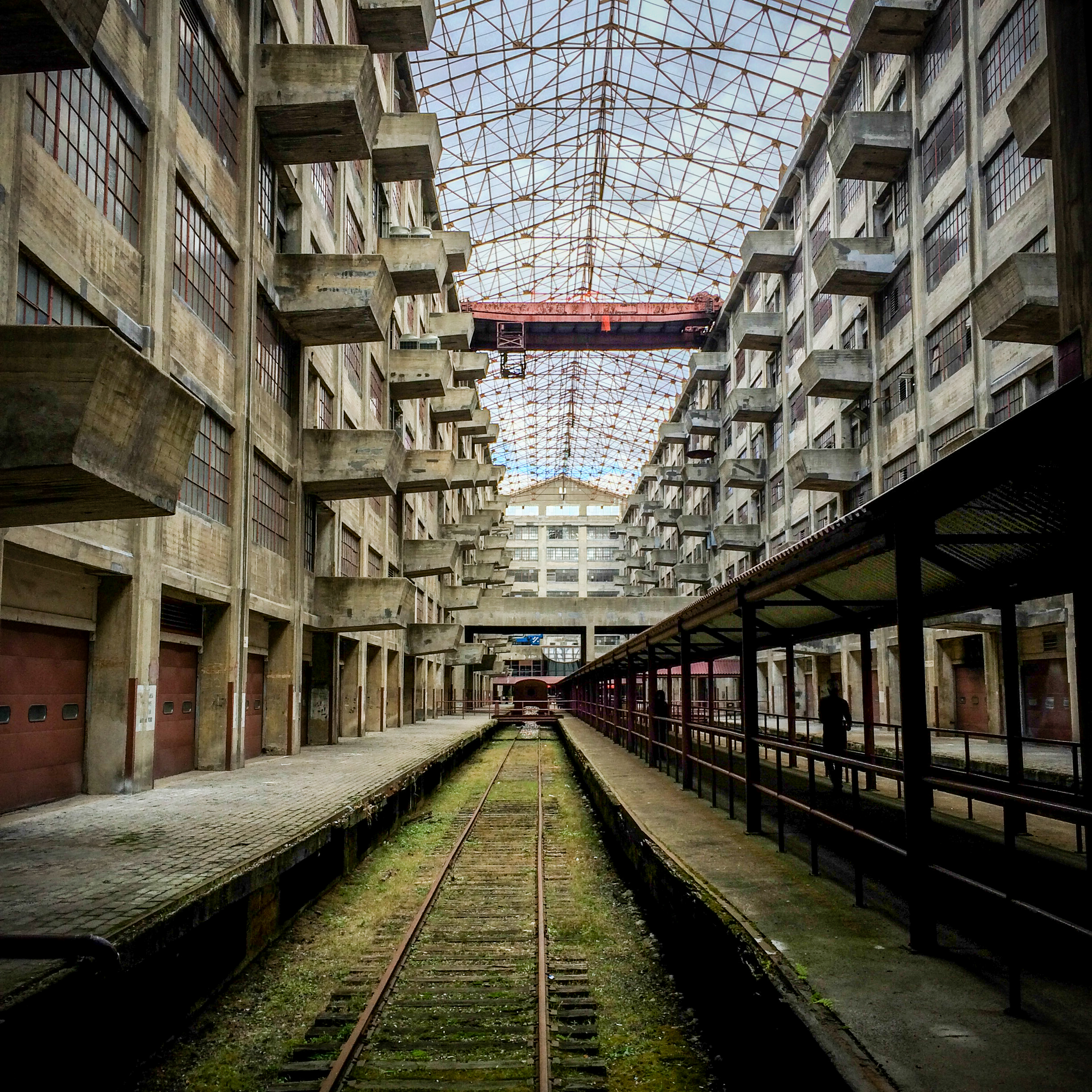
Interior de la Brooklyn Army Terminal (2015)

A medida que las familias que habían vivido en el área durante décadas comenzaron a mudarse, las viviendas perdieron valor. La mayor parte del inventario de viviendas en el distrito ribereño no cumplió con una resolución de zonificación de 1961 que sometió a 2000 residencias a "prohibiciones rígidas contra la reconstrucción [... ], mejoras [o] ciertos tipos de reparaciones"; esto aceleró rápidamente las prácticas de blockbusting. En The Power Broker, la biografía de 1974 del planificador urbano Robert Moses, el autor Robert Caro señaló que los elementos de la plaga se extendieron a los tramos comparativamente ricos, dominados por casas de piedra rojiza entre las avenidas Cuarta y Sexta en los años 1960.

### Resurgimiento

#### Finales delsigloXX
Antes de los años 1960, gran parte del vecindario moderno de Sunset Park se consideraba parte de Bay Ridge, a excepción del área alrededor del parque en sí, lo que desmiente los orígenes de Sunset Park como un barrio de la ciudad de Brooklyn y la evolución de Bay Ridge desde Yellow Hook, el distrito de la ciudad de New Utrecht, que permaneció independiente de la ciudad hasta 1894. Según Tony Giordano, los residentes más pudientes del sur de Bay Ridge consideraban que el vecindario "difícil" era algo distinto de su comunidad, a menudo caracterizando al distrito como "Lower Bay Ridge", mientras que muchos residentes de Sunset Park "desearían vivir en los más ricos Bay Ridge y disfrutaron usando el nombre por su cuenta". Tras una campaña de petición de 1966, Sunset Park fue formalmente designado como un área de pobreza bajo los auspicios de la Oficina de Oportunidades Económicas. Como parte de este proceso, recibió su apodo y límites actuales. Con la ayuda de agencias federales, estatales y locales, Sunset Park comenzó a reconstruirse lentamente. Los factores principales incluyeron la compra de Bush Terminal por nuevos inversionistas en 1963 y su conversión en parque industrial; el relajamiento gradual de las regulaciones de zonificación de 1961; y la expansión del Lutheran Medical Center a la fábrica de American Machine and Foundry frente al mar en los años 1970.
Sin embargo, debido a la colusión entre la industria bancaria y de bienes raíces y los actores de la Administración Federal de Vivienda contra la comunidad puertorriqueña, cientos de unidades de vivienda pronto se perdieron debido al abandono. Según el escritor David Ment, desde finales de los años 1960, "los especuladores inmobiliarios solían utilizar tácticas [blockbusting] para comprar viviendas, luego obtenían tasaciones infladas y seguros hipotecarios de la [... ] FHA". A pesar de que estas casas se renovaron mal, se vendieron a familias de bajos ingresos que luego entraron en ejecución hipotecaria debido a costos de mantenimiento inasequibles. Luego, los especuladores cobraron el saldo de la hipoteca, que había sido asegurado por la FHA; esto resultó en que varios funcionarios de la FHA y especuladores fueran acusados de fraude, aunque en ese momento, "el abandono resultante no podía revertirse". Según Louis Winnick, más de "200 pequeñas propiedades y 40 edificios de apartamentos" permanecieron abandonados hasta 1977, mientras que "los bloques debajo (y a menudo arriba) de la Cuarta Avenida fueron desfigurados por los estigmas del abandono".
El Comité de Reurbanización de Sunset Park, fundado en 1969 para ayudar a la expansión del Lutheran Medical Center, comenzó a recuperar algunas de las casas arruinadas, aunque con poco éxito al principio. Una subvención federal inicial de 500 000 dólares no logró efectuar una remodelación. A principios de los años 1980, la gente estaba dispuesta a mudarse a Sunset Park debido a su gran cantidad de unidades asequibles. En ese momento, el Comité de Reurbanización de Sunset Park había renovado alrededor de 200 unidades y tenía fondos federales para 333 más.
Otro factor en la remodelación de Sunset Park fue la Ley de Inmigración y Nacionalidad de 1965, que eliminó las restricciones raciales a la inmigración a Estados Unidos, lo que provocó que el área fuera desarrollada por nuevos inmigrantes de Asia, América Latina y el Caribe.: 73  Para los años 1980, otros inmigrantes latinoamericanos (incluidos dominicanos, ecuatorianos y mexicoamericanos) habían comenzado a poblar Sunset Park. Estos nuevos residentes comenzaron a mejorar las propiedades antes decrépitas en Sunset Park. Además, los inmigrantes chinos se asentaron en gran número. La mayoría de estas personas trabajaban en trabajos de servicios, como fábricas de ropa o restaurantes, pero también podían comprar casas y comenzar sus propias empresas. El autor Tarry Hum declaró que el interés de estos residentes en las casas adosadas de Sunset Park era "un importante servicio del vecindario que... ayudó a detener la decadencia del área". : 58 
En los años 1980, también hubo interés en remodelar Sunset Park como un centro industrial. El gobierno de la ciudad compró el Brooklyn Army Terminal en 1981, y la renovó para uso industrial; los primeros arrendatarios industriales firmaron contratos de arrendamiento de espacio en la terminal en 1987. Industry City también tuvo éxito y en 1980 estaba ocupada en un 98 %.

#### sigloXXI
Tras la designación de área de pobreza de 1966, el área desde la calle 36 hasta la autopista Prospect Expressway se incorporó a Sunset Park. A medida que la gentrificación del sur de Brooklyn se aceleró en los años 2000, esta área fue rebautizada como Greenwood Heights, o como South Slope.
Las décadas de 2000 y 2010 trajeron un nuevo desarrollo a Sunset Park. En febrero de 2016, Sunset Park West fue uno de los cuatro vecindarios que aparecen en un artículo de The New York Times sobre "Los próximos vecindarios calientes de Nueva York". Los factores citados en el artículo incluyen la remodelación a lo largo del paseo marítimo en Industry City y Bush Terminal, la apertura en 2014 de Bush Terminal Park y el uso de almacenes como espacios para fiestas y eventos. Según fuentes inmobiliarias, todas estas actividades relacionadas con negocios y oficinas "impulsarán el impulso residencial" en la parte occidental de Sunset Park. Algunos en el vecindario han expresado temores de la gentrificación que podría seguir a raíz de estos desarrollos. Los propietarios de Industry City anunciaron mil millones de dólares en planes de renovación en marzo de 2015, mientras que un campus industrial "Hecho en Nueva York" se anunció para Bush Terminal en 2017.

## Demografía
Sunset Park se divide en dos áreas de tabulación de vecindarios, Sunset Park West y Sunset Park East, que en conjunto comprenden la población de Sunset Park. Según los datos del censo de Estados Unidos de 2010, la población de Sunset Park era de 126 381, un cambio de 7919 (6,3 %) de los 118 462 contados en 2000. Con una superficie de 750 ha, el barrio tenía una densidad de población de 16 800 habitantes por km².
La composición racial del barrio era 14,5 % (18 321) blanca, 2,3 % (2 908) afroamericana, 0,2 % (195) nativa americana, 35,2 % (44 538) asiática, 0 % (32) isleña del Pacífico, 0,3 % (335) de otras razas y el 1,1 % (1398) de dos o más razas. Hispanos o latinos de cualquier raza eran el 46,4 % (58 654) de la población.
La totalidad de Community Board 7 tenía 132,721 habitantes según el perfil de salud comunitaria 2018 de NYC Health, con una esperanza de vida promedio de 82,6 años.: 2, 20  Esto es más alto que la esperanza de vida media de 81,2 para todos los vecindarios de Nueva York.: 53 (PDF p. 84)  La mayoría de los habitantes son adultos y jóvenes de mediana edad: el 22 % tiene entre 0 y 17 años, el 39 % entre 25 y 44 y el 21 % entre 45 y 64 años. La proporción de residentes en edad universitaria y ancianos fue menor, ambos en un 9 %. : 2 
A partir de 2016, el ingreso familiar promedio en la Junta Comunitaria 7 fue de 56 787 dólares. En 2018, se estima que el 29 % de los residentes de Sunset Park vivían en la pobreza, en comparación con el 21 % en todo Brooklyn y el 20 % en toda la ciudad de Nueva York. Uno de cada doce residentes (8 %) estaba desempleado, en comparación con el 9 % en el resto de Brooklyn y Nueva York. La carga del alquiler, o el porcentaje de residentes que tienen dificultades para pagar el alquiler, es del 57 % en Sunset Park, más alta que las tasas de la ciudad y el condado de 52 % y 51 % respectivamente. Según este cálculo, a 2018, Sunset Park se considera en proceso de gentrificación.: 7 

### Grupos étnicos

#### Composición étnica temprana

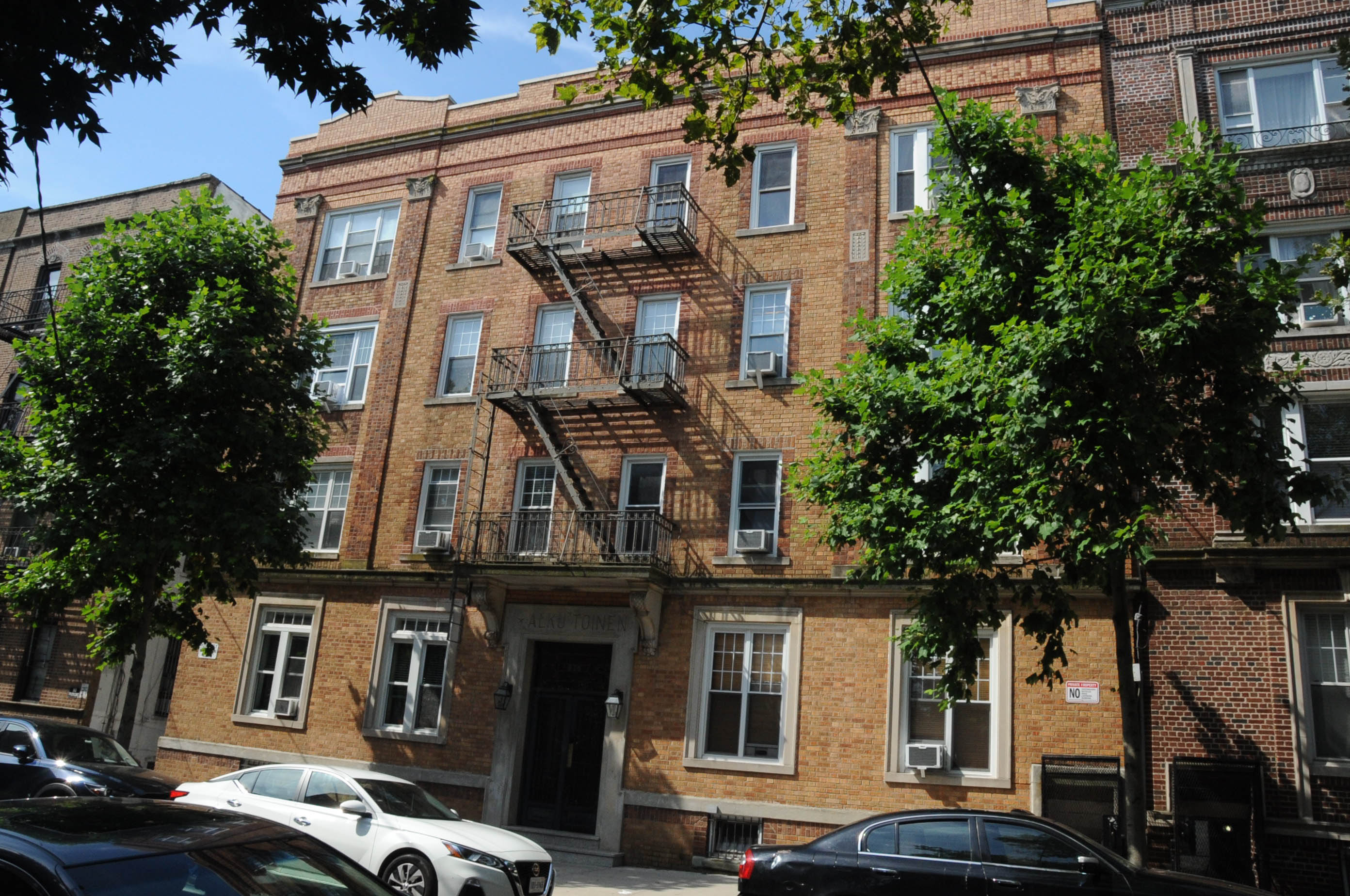
Alku Toinen, una de las casas de apartamentos cooperativas construidas por la comunidad finlandesa

Hasta principios de los años 1960, la población principal de Sunset Park estaba formada por europeos. El primer grupo étnico importante que emigró a la zona en los años 1840 fue el irlandés. Esto fue seguido por los polacos y los nórdicos estadounidenses a fines del siglo XIX y por los italianos en el siglo XX. En particular, los inmigrantes escandinavos eran uno de los grupos étnicos más grandes en Sunset Park y Bay Ridge. Los primeros noruegos, suecos y daneses eran trabajadores marítimos que se asentaron cerca de la costa, mientras que los finlandeses eran en su mayoría agricultores arrendatarios o trabajadores no terratenientes.
Un enclave étnico temprano en Sunset Park fue Finntown, un enclave de inmigrantes finlandeses en el norte de Sunset Park, que estaba compuesto por inmigrantes que llegaron durante las primeras décadas del siglo XX. En su apogeo, tenía 10 000 residentes finlandeses y tenía su propio periódico en finlandés. En 1916, Finntown se convirtió en el sitio de la primera cooperativa de viviendas sin fines de lucro en Estados Unidos cuando la Asociación finlandesa de construcción de viviendas construyó dos casas cooperativas, llamadas Alku y Alku Toinen (traducidas respectivamente como "Principio" y "Beginning Second"), en 816 y 826 de la calle 43. En 1922, los finlandeses habían construido veinte cooperativas en Sunset Park. Estos inicialmente atendían principalmente a la población finlandesa de la zona, pero otros de ascendencia europea también vivían en estas cooperativas. En honor a la comunidad finlandesa que habitaba Sunset Park, una cuadra de la calle 40, frente al edificio de la Sociedad Imatra en el 740 de la calle 40, recibió el nombre conjunto de "Finlandia Street" en 1991.

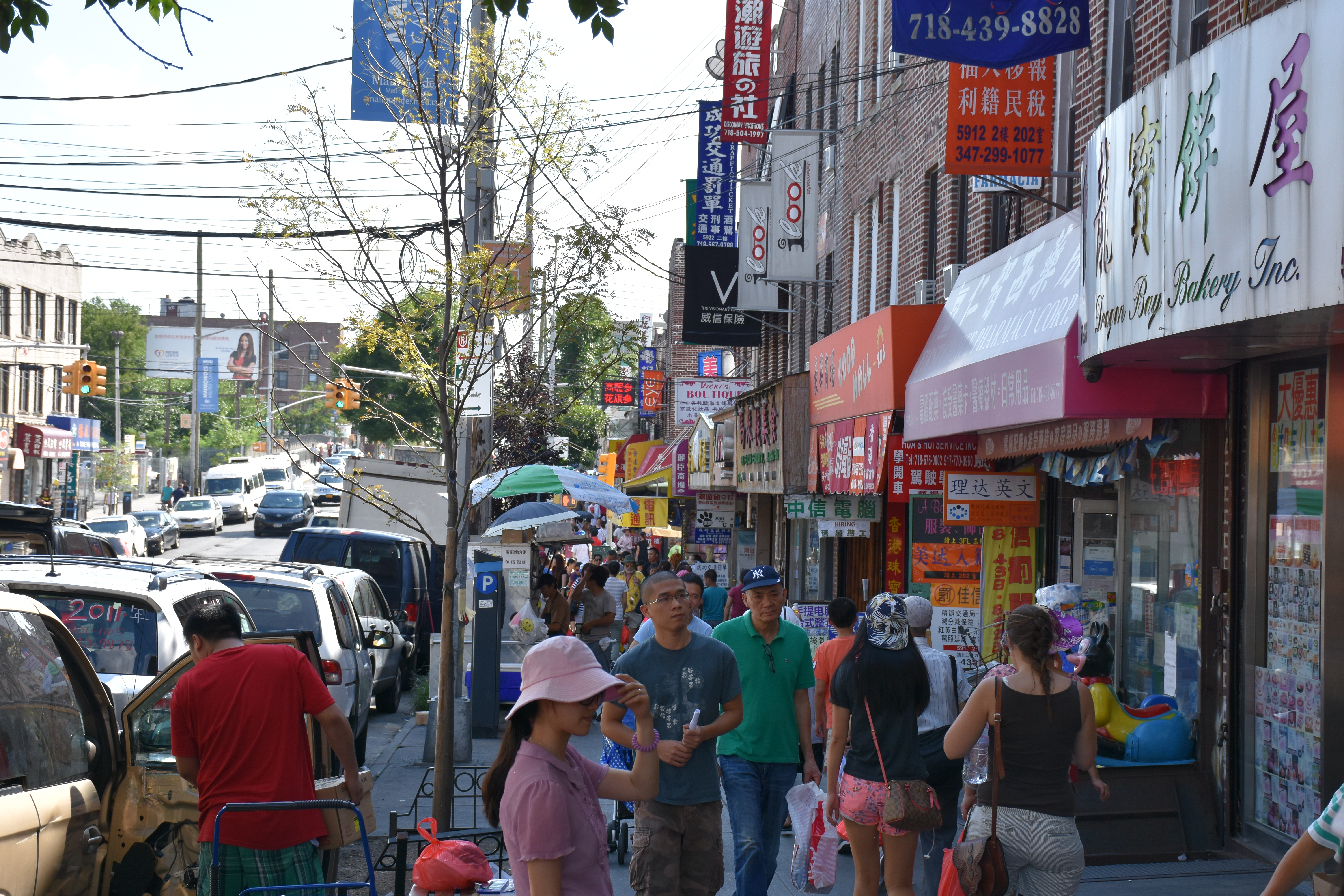
Octava Avenida, donde se concentran muchas empresas chinas dentro de Sunset Park

Los inmigrantes europeos y sus descendientes comenzaron a abandonar el barrio durante las décadas de 1950 y 1960, y fueron reemplazados por nuevos inmigrantes. Al principio, los inmigrantes provenían de Puerto Rico, y en los años 1980, otros inmigrantes latinoamericanos, incluidos dominicanos, ecuatorianos y mexicoamericanos, habían comenzado a poblar Sunset Park. Según el censo de Estados Unidos de 1980, la mitad de los residentes eran hispanos, en comparación con menos del 40 % en el censo de Estados Unidos de 1970; mientras tanto, el número de residentes blancos había disminuido considerablemente. Los residentes más nuevos tienden a ser más pobres, lo que lleva a reclamos de "desgentrificación".
En los años 1980, Sunset Park se convirtió en la ubicación del primer barrio chino del municipio, que se encuentra a lo largo de la Octava Avenida aproximadamente entre las calles 44 y 68. La avenida está llena de negocios chinos, que incluyen supermercados, restaurantes, templos budistas, tiendas de videos, panaderías, organizaciones comunitarias y un supermercado de Hong Kong. xAl igual que el barrio chino de Manhattan (del cual el barrio chino de Brooklyn es una extensión), el barrio chino de Brooklyn fue colonizado originalmente por inmigrantes cantoneses. En los años 2000, una afluencia de inmigrantes de Fuzhou suplantó a los cantoneses a un ritmo significativamente más rápido que en el barrio chino de Manhattan; esta tendencia se había desacelerado a finales de la década, con menos Fuzhouese llegando a Sunset Park cada año. En 2009, muchos hablantes de mandarín se habían mudado a Sunset Park.
La gente de Guyarat en la India también comenzó a establecerse en Sunset Park y sus alrededores en 1974. La diversidad étnica del vecindario se celebra anualmente con el Desfile de Banderas por la Quinta Avenida, que comenzó en 1994. El núcleo de la población hispana está al oeste de la Quinta Avenida, mientras que la población china se extiende a ambos lados del área desde la Séptima Avenida hacia el este hasta Borough Park, uno de los barrios chinos de más rápido crecimiento en Brooklyn.

## Uso del suelo

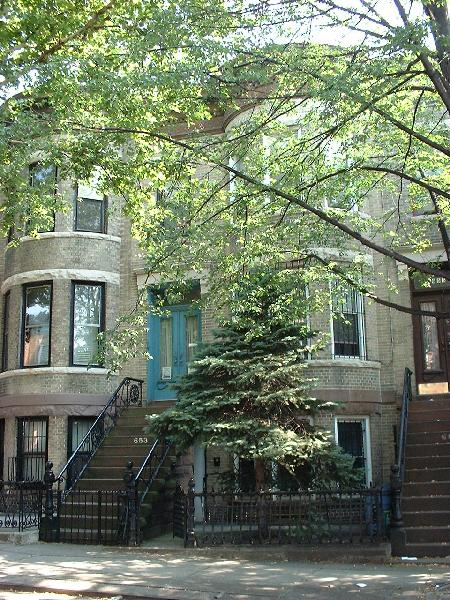
653 52nd Street

Según The Neighborhoods of Brooklyn, Sunset Park limita al norte con Prospect Expressway y el vecindario de Park Slope, al este con Ninth Avenue y el vecindario de Borough Park, al sur con 65th Street y el vecindario de Bay Ridge, y con al oeste por el puerto de Nueva York. La región al norte de la calle 36 también se conoce como Greenwood Heights o South Slope.
Las áreas al oeste de la Tercera Avenida están divididas en zonas principalmente para uso industrial ligero y, como tales, tienen principalmente fábricas, almacenamiento de carga y otros edificios industriales. Las áreas al este de la Tercera Avenida, así como una pequeña área al oeste de la Tercera Avenida entre las calles 54 y 57, están divididas en zonas para edificios residenciales de poca altura, incluidas casas en hilera y estructuras de apartamentos cortos. Generalmente, las áreas comerciales están restringidas a las plantas bajas de los edificios en las avenidas Tercera, Cuarta, Quinta, Séptima y Octava. La zonificación industrial ligera también está presente al sur de las calles 61 y 62.

### Parque inmobiliario
El "cinturón de piedra rojiza" del vecindario incluye casas con fachadas de piedra rojiza, arenisca, piedra caliza, hierro y ladrillos de piedra ornamentales, aunque la mayoría de las casas en Sunset Park están revestidas con ladrillos. Desarrollado principalmente entre 1892 y 1910 después del desarrollo anterior de casas de madera, está dominado por casas en hilera de dos pisos sobre el sótano, que se concibieron como "imitaciones económicas de las majestuosas casas adosadas de cuatro y cinco pisos [... ]. ] de Brooklyn Heights, Carroll Gardens, Fort Greene y Park Slope". Aunque sus fachadas eran análogas al nivel menos costoso de casas unifamiliares en hileras en otras partes de Brooklyn, [alfa inferior 6] la mayoría de estas estructuras se construyeron de hecho como residencias de dos familias. Además, se erigieron varios edificios de apartamentos de poca altura a finales del siglo XIX y principios del XX. Las casas adosadas y los edificios de apartamentos estaban destinados a los residentes de clase media del vecindario. Las casas adosadas de dos familias eran de dos tipos. La hilera de casas baratas no designado tenían un sótano Inglés y una unidad en cada una de la primera (o porche -level) y segundo piso. Las casas adosadas más caras tenían un sótano subterráneo, un sótano elevado a nivel del suelo y un primer piso (o salón) como una sola unidad triplex, y el segundo piso como otra unidad.
Aunque muchas casas en hilera se han desprendido de los elementos arquitectónicos internos de la época, continúan abarcando una franja sustancial del parque residencial entre las avenidas Cuarta y Sexta al sur de la calle 40. Sin embargo, existen filas de piedra rojiza tan al norte como 420-424 36th Street y tan al este como 662 56th Street, mientras que varias filas de ladrillos ensamblados (ejemplificadas notablemente por 240-260 45th Street) están situadas al sur de la Cuarta Avenida, donde el marco y el marco de madera - Las casas de ladrillos que datan del desarrollo más temprano en el área siguen siendo frecuentes. Si bien estas casas conservaron sus fachadas policromadas y otros adornos de diseño de la era victoriana (similares a las Damas Pintadas de San Francisco) hasta 1940, mayoría han estado revestidas con revestimiento de vinilo y Formstone durante décadas.
Además, hay numerosas residencias multifamiliares en Sunset Park. Algunas de estas residencias son casas de tres familias, distribuidas en tres pisos, similar en diseño a las casas adosadas del vecindario. Otros son pequeños apartamentos de cuatro o cinco pisos con viviendas múltiples, similares a las casas de vecindad. Muchos de los edificios de apartamentos cooperativos construidos por Finlandia tenían tribunales abiertos dentro de ellos. A lo largo de la Cuarta y Quinta Avenida, hay varios edificios con espacio comercial en sus plantas bajas y unidades residenciales arriba.

### Hitos oficiales

#### Hitos de la ciudad
El vecindario tiene varios puntos de referencia individuales designados por la Comisión de Preservación de Monumentos de Nueva York : 
- Casa del doctor Maurice T. Lewis, diseñada por R. Thomas Short del destacado estudio de arquitectura de Manhattan Harde & Short, y construida en 1907 para Lewis, médico y presidente del cercano Bay Ridge Savings Bank. Es uno de los pocos proyectos de Short fuera de Manhattan y la única mansión independiente del vecindario, que sirvió como hogar de Lewis hasta su muerte en 1931. De 1931 a 1996, el edificio fue propiedad de Sonya Monen, la primera mujer médica en servir en la división SPARS de la Reserva de la Guardia Costera de Estados Unidos (como teniente comandante) durante la Segunda Guerra Mundial.[160]
- Sunset Park Courthouse, construido en 1930-1931 en estilo neoclásico.[161]
- Antigua casa y establo de la estación del precinto de policía 18, un edificio de ladrillo de neorrománico de tres pisos construido en 1892 y utilizado anteriormente por el precinto 68 del Departamento de Policía de Nueva York.[162][163][88]
- La estación de bomberos 228th Engine Company, un edificio de estilo románico de dos pisos construido para el Departamento de Bomberos de Brooklyn en 1891, y luego utilizado por el Departamento de Bomberos de Nueva York cuando los dos departamentos se fusionaron en 1898.[163][164]
- El Sunset Park Play Center, una estructura neoclásica/art déco construida en 1936.[88][163][50]
- Varias porciones individuales del cementerio de Green-Wood son puntos de referencia de la ciudad, incluida la puerta principal en la calle 25,[165] así como la capilla del cementerio.[166]

La Comisión de Preservación de Monumentos Históricos designó cuatro distritos históricos residenciales en junio de 2019:
- Distrito Histórico de Sunset Park South, un conjunto de más de 280 casas adosadas de dos pisos y sótanos a lo largo de las calles 54th a 59th entre las avenidas Cuarta y Quinta, construidas entre 1892 y 1906. Las casas tienen varios estilos arquitectónicos, incluyendo Reina Ana, neorrenacentista, neorrománico y neogriego.[168]
- Distrito Histórico de Sunset Park 50th Street, un conjunto de 50 casas en hilera a lo largo de 50th Street entre las avenidas Cuarta y Quinta. Estos fueron construidos por los hermanos Waldron en 1897–1898.[169]
- Distrito Histórico de Central Sunset Park, un conjunto de más de 140 casas de dos familias a lo largo de las calles 47 y 48 entre las avenidas Quinta y Sexta. Dirigido a la clase media y diseñado en el estilo neorrenacentista, se construyeron a partir de 1892.[170]
- Distrito Histórico de Sunset Park North, un conjunto de 50 casas de dos familias y algunos apartamentos de cuatro pisos en el lado sur de la calle 44 entre las avenidas Quinta y Séptima. Las casas de dos pisos son edificios renacentistas construidos entre 1903 y 1908, mientras que los apartamentos se construyeron entre 1910 y 1914.[171]

#### Listados del Registro Nacional de Lugares Históricos

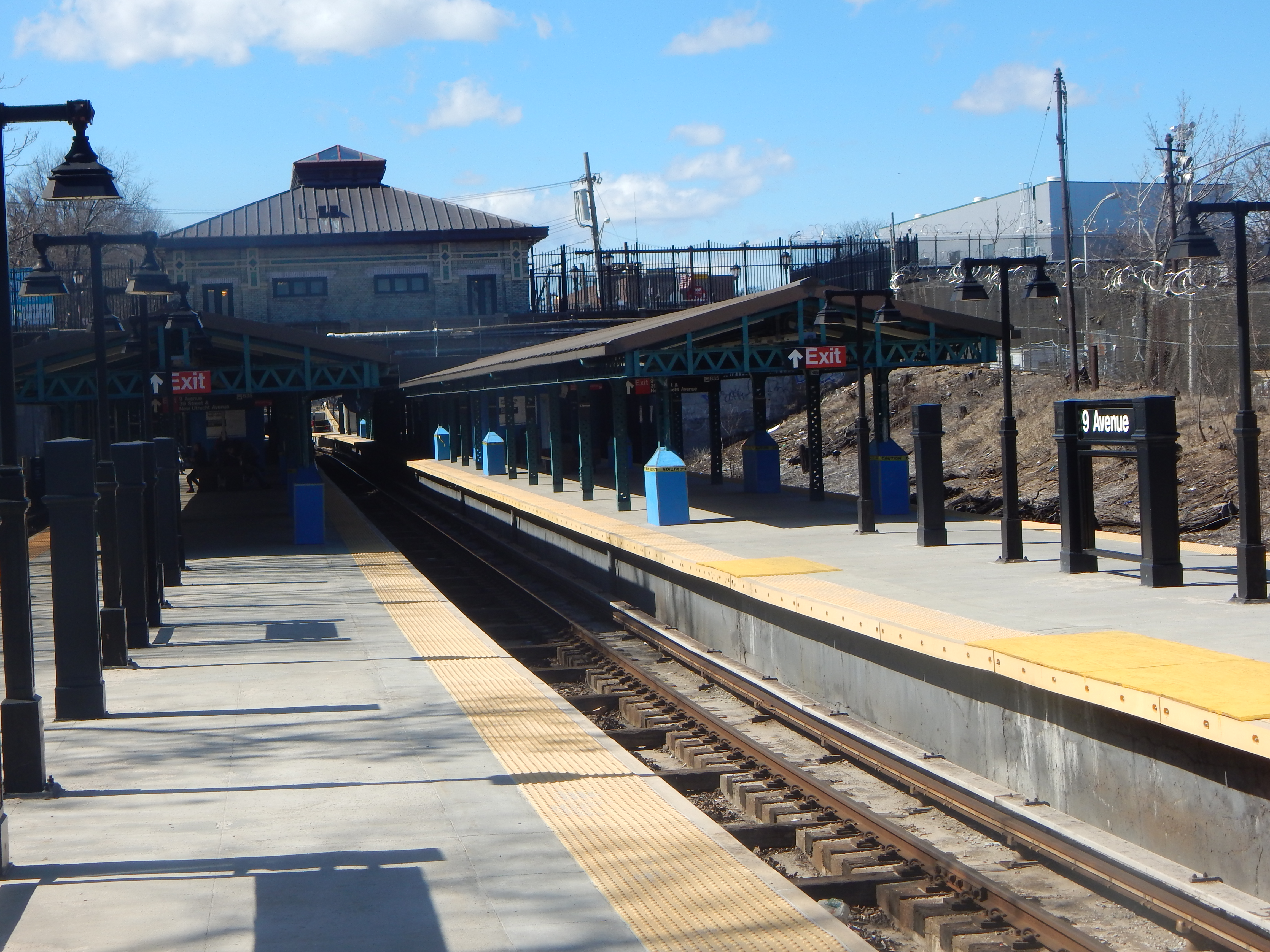
Estación Novena Avenida, incluida en el Registro Nacional de Lugares Históricos

Una parte del vecindario figura en el Registro Nacional de Lugares Históricos (NRHP) como un distrito histórico, conocido por su arquitectura neorrenacentista y neorrománica. Es el distrito histórico más grande del NRHP en el noreste de Estados Unidos. El Brooklyn Army Terminal, un antiguo complejo de almacenamiento masivo convertido en un parque industrial, está al oeste de la Segunda Avenida entre las calles 59 y 65 y se incluye individualmente en el NRHP. Cuando se construyó en 1919, era el complejo de edificios de hormigón más grande del mundo.
La antigua Casa y Establo del Precinto de Policía 18 también está en el NRHP además de ser un hito de la ciudad. Otros listados de NRHP incluyen la estación de la Novena Avenida, los edificios Alku y Alku Toinen, y la Iglesia Episcopal Metodista de la Cuarta Avenida. Además, dentro de la porción de Greenwood Heights que se superpone con Sunset Park, la totalidad del cementerio Green-Wood es un Monumento Histórico Nacional, y el Almacén No. 2, la Base de Suministro de la Flota de la Marina de Estados Unidos y el Invernadero Weir son sitios de NRHP.

### Infraestructura de energía y residuos
Dos centrales eléctricas están ubicadas en Sunset Park cerca del paseo marítimo. Una es la estación generadora Narrows, ubicada en la calle 53, que es capaz de producir de 297 a 320 megavatios. Se propuso reemplazar la estación a fines de los años 2010. La otra es la estación generadora Gowanus, ubicada en la Tercera Avenida con la calle 28, capaz de producir 572 a 640 megavatios. Se estableció una planta de energía temporal en la Tercera Avenida y la Calle 23 en 2001, que consta de dos turbinas de gas natural de 44 megavatios.
Hay dos plantas de transferencia de residuos sólidos y un garaje de saneamiento en Sunset Park. La estación de transferencia marina de Hamilton Avenue en 15th Street y Hamilton Avenue abrió en 2017, e IESI NY Corporation también opera una estación de transferencia de desechos en la Primera Avenida con la calle 51. El Departamento de Saneamiento de Nueva York opera un garaje, compartido por camiones que sirven a los Distritos Comunitarios de Brooklyn 7 y 10, en la Primera Avenida con la calle 51.

### Otros puntos de interés
Industry City, anteriormente Bush Terminal, es un complejo de almacenes en el paseo marítimo entre las calles 32 y 51. Originalmente fue operado por Irving Bush como un complejo industrial masivo, y fue construido por fases hasta 1926. Entre las calles 32 y 41, un consorcio privado opera 560 000 m² de espacio comercial de fabricación ligera. La sección entre las calles 40 y 51 es operada por la Corporación de Desarrollo Económico de Nueva York (NYCEDC) como un complejo de fabricación de prendas de vestir. Adyacente a Bush Terminal está la antigua fábrica de National Metal Company en la Primera Avenida y 42nd Street, construidac. 1890 y se distingue por su torre neogótica. La Terminal Marina del Sur de Brooklyn, un complejo de fabricación, almacenamiento y envío intermodal, está al oeste de Industry City entre las calles 29 y 39.
Anteriormente había dos estructuras militares adicionales en Sunset Park. El Arsenal del Estado de Nueva York, en la Segunda Avenida entre las calles 63 y 64, se construyó en 1925 como una instalación de almacenamiento de municiones y más tarde se convirtió en un almacén de autoalmacenamiento. La Armería de la Milicia Naval del Segundo Batallón en 5100 First Avenue, entre las calles 51 y 52, fue construida en 1903 o 1904, y fue demolida en los años 1970 para dar paso a una oficina de correos.

## Seguridad
Sunset Park está patrullado por el distrito 72 del Departamento de Policía de Nueva York, ubicado en 830 Fourth Avenue. El 72.º Precinto ocupó el puesto 16 más seguro de las 69 áreas de patrulla por delitos per cápita en 2010. El crimen total ha disminuido desde los años 1990, y el distrito 72 es uno de los distritos más seguros de Brooklyn a 2010. A 2018, con una tasa de asaltos no mortales de 37 por cada 100 000 personas, la tasa de crímenes violentos per cápita de Sunset Park es menor que la de la ciudad en su conjunto. La tasa de encarcelamiento de 289 por cada 100 000 habitantes es más baja que la de la ciudad en su conjunto.: 8 
El distrito 72 tiene una tasa de criminalidad más baja que en los años 1990, y los delitos en todas las categorías disminuyeron en un 79,1 % entre 1990 y 2018. El precinto informó de 2 asesinatos, 32 violaciones, 185 robos, 209 agresiones graves, 153 robos, 468 hurtos mayores y 77 hurtos mayores de automóviles en 2018.

## Seguridad contra incendios
El Departamento de Bomberos de Nueva York (FDNY) opera dos estaciones de bomberos y una estación de EMS en Sunset Park Engine Company 201/Ladder Company 114/Battalion 40, ubicada en 5113 Fourth Avenue, fue construida en 2009 por Rothzeid Kaizerman y Bee. Engine Company 228 (antes Engine Company 28), ubicada en 436 39th Street, es un hito oficial de la ciudad. Además, EMS Station 40 está ubicada en 5011 Seventh Avenue.

## Salud
En 2018, los partos prematuros y los partos de madres adolescentes son menos comunes en Sunset Park que en otros lugares de la ciudad. En Sunset Park, hubo 27 partos prematuros por cada 1000 nacidos vivos (en comparación con 87 por cada 1000 en toda la ciudad) y 7,9 partos de madres adolescentes. por cada 1000 nacidos vivos (en comparación con 19,3 por cada 1.000 en toda la ciudad).: 11  Sunset Park tiene una población relativamente alta de residentes que no tienen seguro o que reciben atención médica a través de Medicaid. En 2018, se estimó que esta población de residentes sin seguro era del 22%, que es más alta que la tasa de toda la ciudad del 12%.: 14 
La concentración de partículas finas, el tipo más letal de contaminante del aire, en Sunset Park es de 0,0085 mg por m³, más alto que los promedios de toda la ciudad y el municipio.: 9  El doce % de los residentes de Sunset Park son fumadores, lo que es un poco más bajo que el promedio de la ciudad de 14 % de los residentes que son fumadores. : 13  En Sunset Park, el 24 % de los residentes son obesos, el 11 % son diabéticos y el 27 % tienen presión arterial alta, en comparación con los promedios de la ciudad de 24 %, 11 % y 28 % respectivamente. : 16  Además, el 18 % de los niños son obesos, en comparación con el promedio de la ciudad del 20 %. : 12 
El ochenta y siete % de los residentes comen algunas frutas y verduras todos los días, lo que equivale al promedio de la ciudad del 87 %. En 2018, el 74 % de los residentes describió su salud como "buena", "muy buena" o "excelente", menos que el promedio de la ciudad de 78 %.: 13  Por cada supermercado de Sunset Park, hay 45 bodegas. : 10 
Hay varios hospitales y clínicas médicas en el área de Sunset Park, el más grande de los cuales es NYU Langone Hospital - Brooklyn. El Centro Médico Maimónides está en el cercano Borough Park.: 19–20 

## Representación política
Políticamente, Sunset Park está en los distritos 7 y 10 del Congreso de Nueva York, representados respectivamente por los demócratas Nydia Velázquez y Jerrold Nadler. En el Senado de Nueva York, Sunset Park está en cuatro distritos: el 17, representado por Simcha Felder; el 20, representado por Zellnor Y.Myrie; el 23, representado por Diane J.Savino, y el 25, representado por Velmanette Montgomery. En la Asamblea de Nueva York, Sunset Park está en los distritos 49 y 51, representados respectivamente por los demócratas Peter J. Abbate Jr y Félix W. Ortiz. Sunset Park también está en los distritos 38 y 39 del Ayuntamiento de Nueva York, representados por Carlos Menchaca y Brad Lander.

## Oficinas postales y códigos postales
Sunset Park cuenta con dos códigos postales : la mayor parte del vecindario al sur de la calle 44 es parte de 11220, mientras que Industry City y el área al norte de la calle 44 se encuentran dentro de 11232. La oficina de correos de Estados Unidos opera la estación Sunset en 6102 Fifth Avenue, la estación Bay Ridge en 5501 Seventh Avenue, y la estación Bush Terminal en 900 la Tercera Avenida.

## Áreas verdes
Hay varios parques públicos en Sunset Park, operados por el Departamento de Parques y Recreación de Nueva York.

### Sunset Park

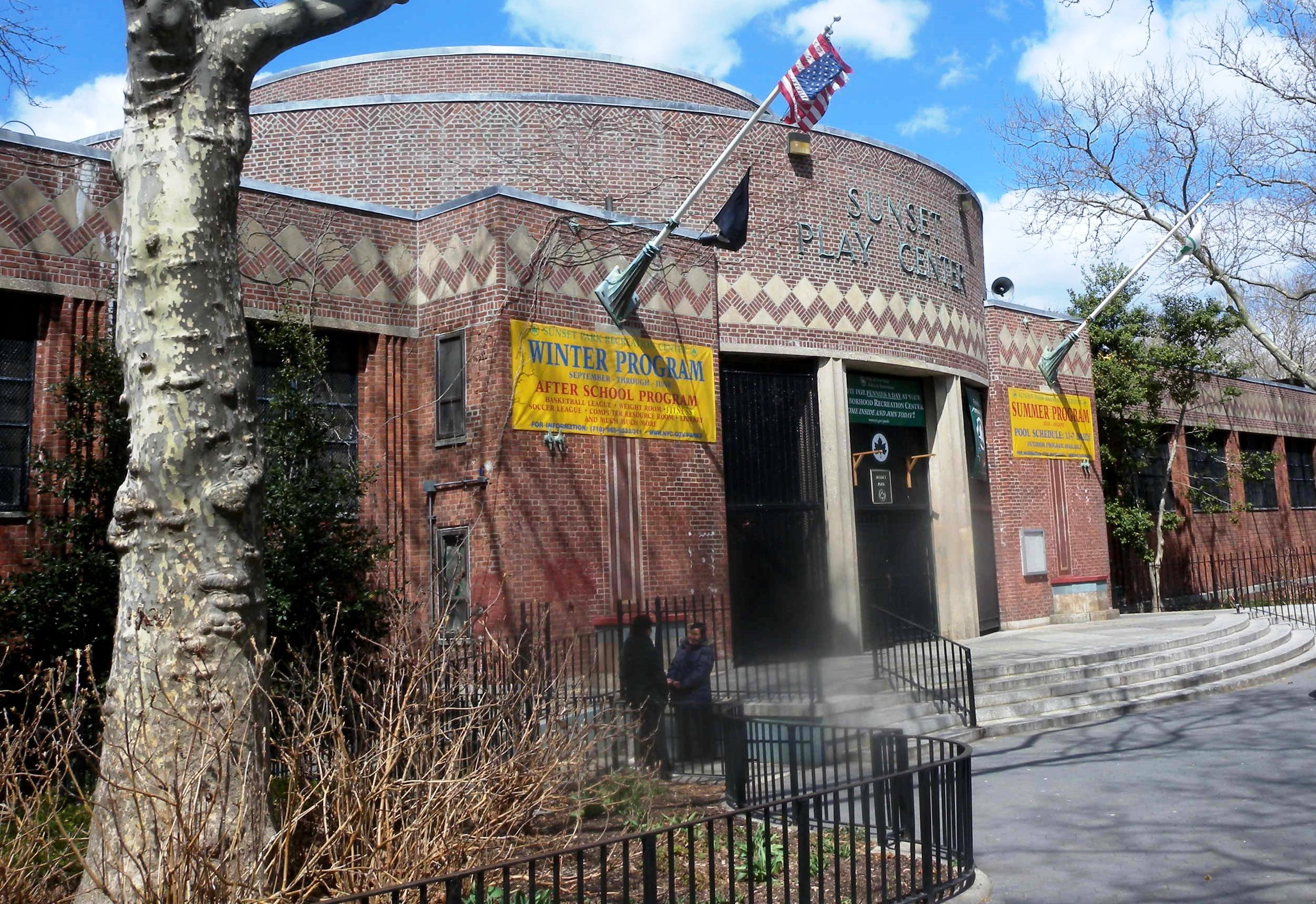
El emblemático Sunset Play Center

El homónimo de Sunset Park es un parque público de casi 10 ha ubicado entre las calles 41 y 44 y las avenidas Quinta y Séptima. Su ubicación elevada ofrece vistas del puerto de Nueva York; Manhattan; la Estatua de la Libertad; y, más distantes, las colinas de Staten Island y el estado de Nueva Jersey. El parque tiene en la actualidad un patio de recreo, un centro de recreación y una piscina. Los dos últimos comprenden el Sunset Play Center, que es un hito designado por la ciudad de Nueva York.
El terreno para el parque se adquirió entre 1891 y 1905 e inicialmente tenía un estanque, un campo de golf, un refugio rústico y un carrusel. Estas características se eliminaron en 1935-1936 cuando Aymar Embury II construyó la piscina actual de estilo neoclásico/art déco durante un proyecto de administración de obras. La instalación fue una de las once inauguradas en 1936 por el comisionado de parques de la ciudad, Robert Moses, y el alcalde Fiorello LaGuardia.

### Vías verdes
La Vía Verde de Brooklyn Waterfront se encuentra en el paseo marítimo de Sunset Park. Conecta los vecindarios a lo largo del paseo marítimo de Brooklyn, que atraviesa el complejo Industry City hasta Owls Head Park de 9,3 ha en Bay Ridge, que también es servida por Sunset Park Greenway. Un componente de la vía verde es Bush Terminal Piers Park, un espacio verde entre las calles 43 y 50 que tiene un sendero para peatones y bicicletas, así como campos de béisbol y fútbol. Bush Terminal Piers Park abrió sus puertas en noviembre de 2014.

### Otros parques
Sunset Park también tiene varios parques infantiles más pequeños:
- D'Emic Playground en la Tercera Avenida entre las calles 34 y 35[216]
- Patio de Juegos Gonzalo Plasencia en la Tercera Avenida entre las calles 40 y 41[217]
- Parque infantil John Allen Payne en la Tercera Avenida entre las calles 64 y 65[218]
- Parque infantil Martin Luther en la Segunda Avenida entre las calles 55 y 56[219]
- Parque de juegos Pena Herrera en la Tercera Avenida entre las calles 46 y 47[220]
- Rainbow Playground en la Sexta Avenida entre las calles 55 y 56[221]

NYC Parks también mantiene una serie de espacios de parques más pequeños, incluidos triángulos, centros comerciales y franjas peatonales, y áreas con asientos. Estos están técnicamente clasificados como parques pero no tienen un propósito recreativo. Sin embargo, el vecindario de Sunset Park generalmente carece de espacio recreativo, aparte de los patios de recreo y el parque del mismo nombre; Los patios de recreo que existen son en su mayoría áreas de juego de asfalto pavimentado.

### Cementerio de Green-Wood
Al norte de la calle 39 y al este de la Quinta Avenida está el cementerio de Green-Wood. Inaugurado en 1840, se ha descrito como "el primer parque público de Brooklyn por defecto" antes de la construcción de Prospect Park. Tiene 600 000 tumbas y 7000 árboles repartidos en 193 ha.

## Religión
Sunset Park tiene numerosas iglesias y otros lugares de culto.: 46  Si bien muchos de estos lugares de culto son iglesias católicas o pentecostales, también hay varias mezquitas. Varios lugares de culto se componen de acuerdo con la etnia. Por ejemplo, una guía de 2013 declaró que había más de 15 iglesias dedicadas a las congregaciones hispanas en las avenidas tercera a sexta, mientras que había congregaciones chinas en las avenidas séptima y octava. Tres mezquitas están ubicadas en las cercanías de las calles 59 y 60 y la Octava Avenida. Por el contrario, varias iglesias tienen congregaciones multiétnicas, incluida la Iglesia Bautista Grace y la Segunda Iglesia Evangélica Libre.
Sunset Park incluye varias instituciones religiosas arquitectónicamente prominentes. La iglesia católica de San Miguel, una iglesia románica temprana en la Cuarta Avenida en la calle 42, construida en 1903-1905 según un diseño de Raymond F. Almirall. Otra es Nuestra Señora del Perpetuo Socorro, la iglesia más grande de Brooklyn, ubicada en la Quinta Avenida entre las calles 59 y 60. La iglesia fue fundada en 1893-1894 en el mismo lugar, y el edificio actual se terminó en los años 1920. La presencia de Nuestra Señora del Perpetuo Socorro indicó la gran población católica que originalmente se asentó en Sunset Park. Además, al menos cinco iglesias dentro de Sunset Park están diseñadas en estilo neogótico.
Más al norte está la parroquia de San Rocco, una parroquia católica, ubicada en una antigua iglesia luterana noruega en la calle 27. La Iglesia de Nuestra Señora de Czestochowa-St.Casimir, ubicado cerca de la calle 25, es otra parroquia católica; su edificio de ladrillo rojo fue diseñado en 1904 por John Ryan en estilo gótico.

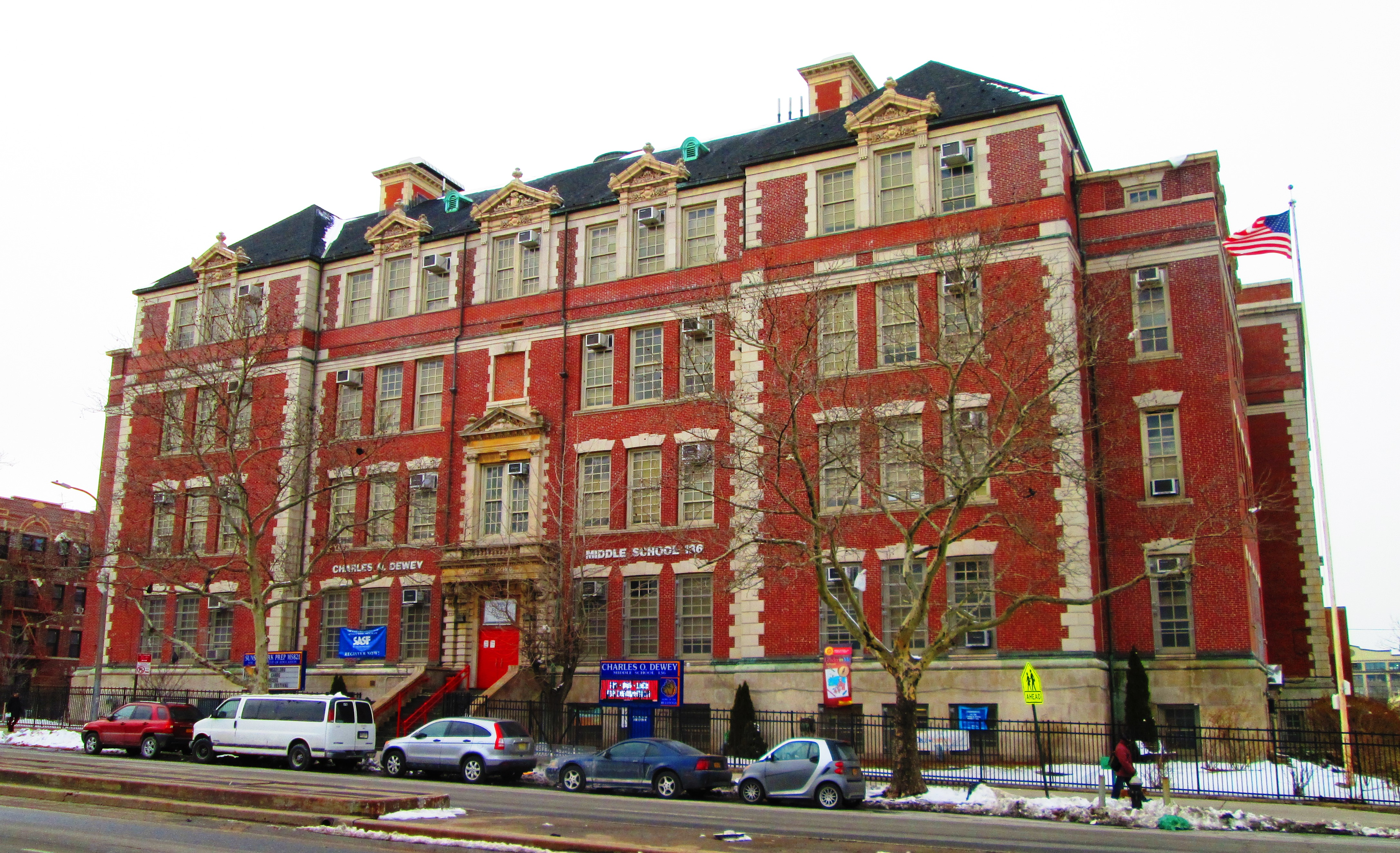
Las escuelas intermedias Charles O. Dewey y Sunset Park Prep comparten este edificio en la Cuarta Avenida

Sunset Park generalmente tiene una proporción más baja de residentes con educación universitaria que el resto de la ciudad a 2018. Mientras que el 30 % de los residentes de 25 años o más tienen una educación universitaria o superior, el 41 % tiene menos de una educación secundaria y el 29 % son graduados de la escuela secundaria o tienen alguna educación universitaria. Por el contrario, el 40 % de los habitantes de Brooklyn y el 38 % de los residentes de la ciudad tienen una educación universitaria o superior.: 6  El porcentaje de estudiantes de Sunset Park que sobresalen en lectura y matemáticas ha aumentado, con un rendimiento en lectura que aumentó del 44 % en 2000 al 54 % en 2011, y el rendimiento en matemáticas aumentó del 39 % al 67 % en el mismo período.
La tasa de absentismo de los estudiantes de la escuela primaria en Sunset Park es más baja que en el resto de la ciudad de Nueva York. En Sunset Park, el 9 % de los estudiantes de la escuela primaria perdieron veinte o más días por año escolar, en comparación con el promedio de la ciudad del 20 % de los estudiantes.: 24 (PDF p. 55) : 6  Además, el 85 % de los estudiantes de secundaria en Sunset Park se gradúan a tiempo, más alto que el promedio de la ciudad del 75 % de los estudiantes. : 6 

### Escuelas
Sunset Park tiene las siguientes escuelas primarias públicas que prestan servicios a los grados K-5 a menos que se indique lo contrario:
- PS 1 The Bergen (grados PK-5)[236]
- PS 24[237]
- Escuela PS 69 Vincent D Grippo[238]
- PS 94 El Henry Longfellow[239]
- PS 105 La escuela de Blythebourne[240]
- PS 169 Sunset Park[241]
- PS 310[242]
- PS 503 La escuela del descubrimiento[243]
- PS 506 La escuela de periodismo y tecnología[244]
- PS 971[245]

Las siguientes escuelas secundarias públicas sirven a los grados 9-12:
- JHS 220 John J Pershing[246]
- Preparación de Sunset Park[247]
- IS 136 Charles O Dewey[248]

- PS 371 Lillian L Rashkis[249]
- Escuela secundaria Sunset Park[250]

A 2017, se estaban planificando cinco escuelas nuevas para Sunset Park, que incluían la escuela PS/IS 746 de 676 asientos, así como tres escuelas nuevas aún sin nombre en la calle 36 con Quinta Avenida, en la calle 59 con Tercera Avenida y en la calle 46 con Octava Avenida. Además, la antigua Casa y Establo de la Comisaría del Precinto de Policía 18 se integraría en una nueva escuela de 300 asientos que se estaba construyendo en el sitio.

### Biblioteca
La sucursal de Sunset Park de la Biblioteca Pública de Brooklyn está ubicada en 5108 Fourth Avenue. Fue fundada en 1905 e inicialmente estaba ubicada en una estructura de renacimiento clásico de dos pisos en el sótano, una biblioteca Carnegie diseñada por Lord y Hewlett. Conocida coloquialmente como la "biblioteca de la Cuarta Avenida", la biblioteca fue designada oficialmente como la Rama Sur y los estudiantes del distrito adyacente de Borough Park la utilizaban con frecuencia debido a la falta de recursos comparables en la sucursal de la tienda de ese vecindario en la Decimotercera Avenida. Tras un grave incendio en 1970, la antigua biblioteca fue demolida y reconstruida, reabriendo en enero de 1972. Se propuso una remodelación del sitio de la biblioteca en 2014 y se aprobó en 2017; el plan requiere una biblioteca de 1951 m² y 49 viviendas asequibles que se construirán en 5108 Fourth Avenue. En mayo de 2018, se abrió una sucursal temporal en 4201 Fourth Avenue, entre las calles 42 y 43.

## Transporte

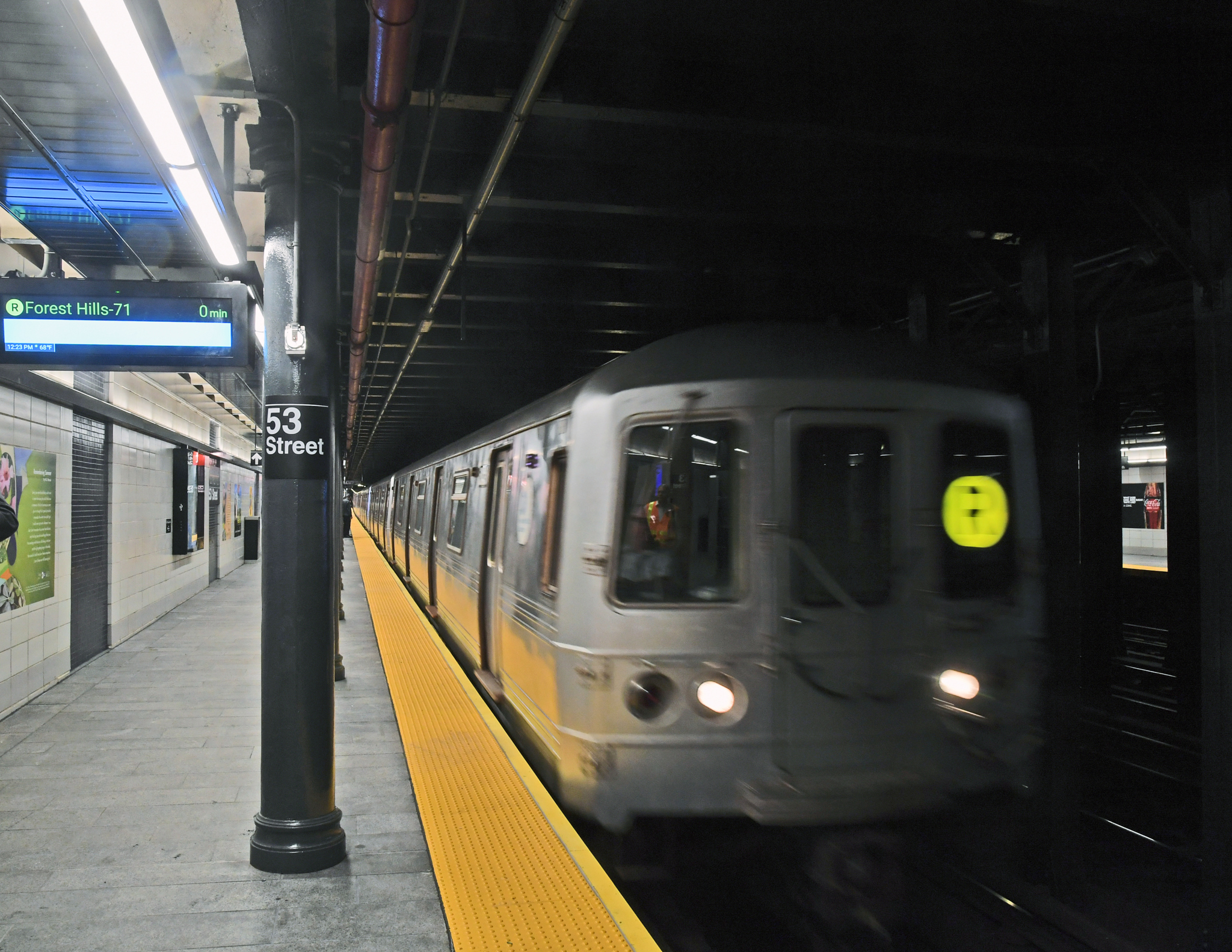
La estación Calle 53 del Brooklyn-Manhattan Transit Corporation

### Vías
Sunset Park tiene acceso a tres autopistas de acceso limitado: las autopistas I-278 (Gowanus) y NY 27 (Prospect), así como Belt Parkway. Gowanus Expressway corre en el lado occidental del vecindario, mientras que Prospect Expressway corre hacia el norte, cerca de Park Slope. Belt Parkway solo sirve a la esquina suroeste de Sunset Park. Si bien la I-278 tiene salidas al paseo marítimo de Sunset Park en las calles 38 y 39, no hay entradas a la autopista desde estas calles, lo que obliga al tráfico con destino a la I-278 a usar las calles locales. Además, varias calles locales están designadas como rutas de camiones, incluidas las autopistas Gowanus y Prospect, la Tercera Avenida y partes de varias otras calles.
Parte del tráfico desde Sunset Park hasta los barrios chinos de Manhattan o Flushing es manejado por minibuses privados o "camionetas de un dólar". Estas pequeñas furgonetas transportan pasajeros entre los lugares por una tarifa.
Seis líneas de autobuses de Nueva York operan en Sunset Park:
- B9 hasta Bay Ridge o Kings Plaza por la calle 60
- B11: hasta la estación Flatbush Avenue-Brooklyn College por las calles 49 y 50
- B35: a Brownsville por la calle 39
- B37: a Boerum Hill o Fort Hamilton por la Tercera Avenida
- B63: hasta Brooklyn Bridge Park o Fort Hamilton por la Quinta Avenida
- B70: a Dyker Heights por la calle 39 y la Octava Avenida

El área también alberga la estación de autobuses Jackie Gleason, renombrada en 1988 en honor al actor nacido en Brooklyn.
Varias estaciones de Metro de Nueva York están localizadas en Sunset Park. El BMT Cuarta Línea de Avenida tiene estaciones en la calle 36 (D, N, y ), en la calle 45 (R), en la calle 53 (R), y en la calle 59 (N R). El BMT Línea de Lado oeste (D tren) tiene una estación en Novena Avenida, mientras el BMT Línea de Playa del Mar (N) tiene una estación en la Octava Avenida. 
Sunset Park también tiene una red de ferrocarriles de carga frente al mar. El 65th Street Yard está ubicado en el extremo sur de Sunset Park, y tiene dos puentes flotantes para vagones que pueden cargar vagones de carga en flotadores para vagones a Nueva Jersey. El patio tiene conexiones a dos líneas de carga. Es el término de Bay Ridge Branch, que se extiende hasta Queens y Bronx. También hay una conexión a un ferrocarril a nivel de la calle en la Primera Avenida que conecta el Brooklyn Army Terminal, la Terminal Bush/Industry City y el patio de la Calle 36 del metro a través del Ferrocarril del Sur de Brooklyn. Las vías de la Primera Avenida conectan con First Avenue Yard, un patio de carga más pequeño en la Primera Avenida entre las calles 43 y 51.

### Servicios de ferri
De 1997 a 2001, el servicio SeaStreak estuvo disponible en el Brooklyn Army Terminal en dirección al Pier 11/Wall Street, East 34th Street Ferry Landing, Sandy Hook Bay Marina o Riis Landing los viernes de verano. Después de que el servicio de metro en el Lower Manhattan se interrumpiera después del 11 de septiembre, la ciudad estableció un servicio de ferri gratuito desde el muelle de la calle 58 del Brooklyn Army Terminal hasta Pier 11/Wall Street, utilizando fondos proporcionados por la Agencia Federal para el Manejo de Emergencias. New York Water Taxi se hizo cargo de la ruta en 2003 e instituyó una tarifa. En 2008, New York Water Taxi estableció una ruta entre Pier 11 y Breezy Point, en Queens, con una parada en Brooklyn Army Terminal. Este servicio fue suspendido indefinidamente en 2010 por falta de financiamiento.
A raíz de las interrupciones del metro derivadas del huracán Sandy el 29 de octubre de 2012, SeaStreak comenzó a ejecutar una ruta desde Rockaway Park hasta el muelle 11 y la terminal de ferri de la calle 34 East. La ruta se renovó varias veces hasta mediados de 2014, pero se suspendió el 31 de octubre de 2014 debido a la falta de fondos. Sunset Park ha sido servido por las rutas South Brooklyn y Rockaway de NYC Ferry desde 2017. En enero de 2020, la Corporación de Desarrollo Económico de Nueva York anunció que NYC Ferry construiría una nueva parada en la calle 42 cerca de Industry City/Bush Terminal, que abriría en 2021.